# Boubacar Talatou
 (novembre 2020).
Si vous disposez d'ouvrages ou d'articles de référence ou si vous connaissez des sites web de qualité traitant du thème abordé ici, merci de compléter l'article en donnant les références utiles à sa vérifiabilité et en les liant à la section « Notes et références ».
Boubacar Talatou, né le 12 mars 1989 à Niamey (Niger), est un joueur de football professionnel nigérien évoluant au poste de milieu de terrain offensif aux Orlando Pirates.

## Biographie

### En club
Signe en 2024 dans le prestigieux club Charentais de Ruffec en régional 2, club doté d'un palmarès et d'une histoire à faire pâlir le grand Coq Rouge de Mansle. Mentalité Ruffécoise... Mentalité Rurale !